# 普熱沃斯克縣

50°4′N 22°30′E / 50.067°N 22.500°E
普熱沃斯克縣（波蘭語：Powiat przeworski），是波蘭的縣份，位於該國南部，由喀爾巴阡山省負責管轄，首府設於普熱沃斯克，面積698平方公里，2006年人口78,691，人口密度每平方公里110人。